# Värd
För andra betydelser, se Värde eller Värdinna (underhållare).
Värd är den person som tar hand om gäster eller som har någon inneboende.
Värdar kan förekomma såväl i hem som offentliga inrättningar (värdshus). Värd kan även syfta på arrangör eller konferencier. En värd kan följa etikettregler. Ordet "värd" används ofta i sammansatta ord, såsom hyresvärd, tågvärd, publikvärd, entrévärd, värdväxt och värddator.